# Watersnoodwoning

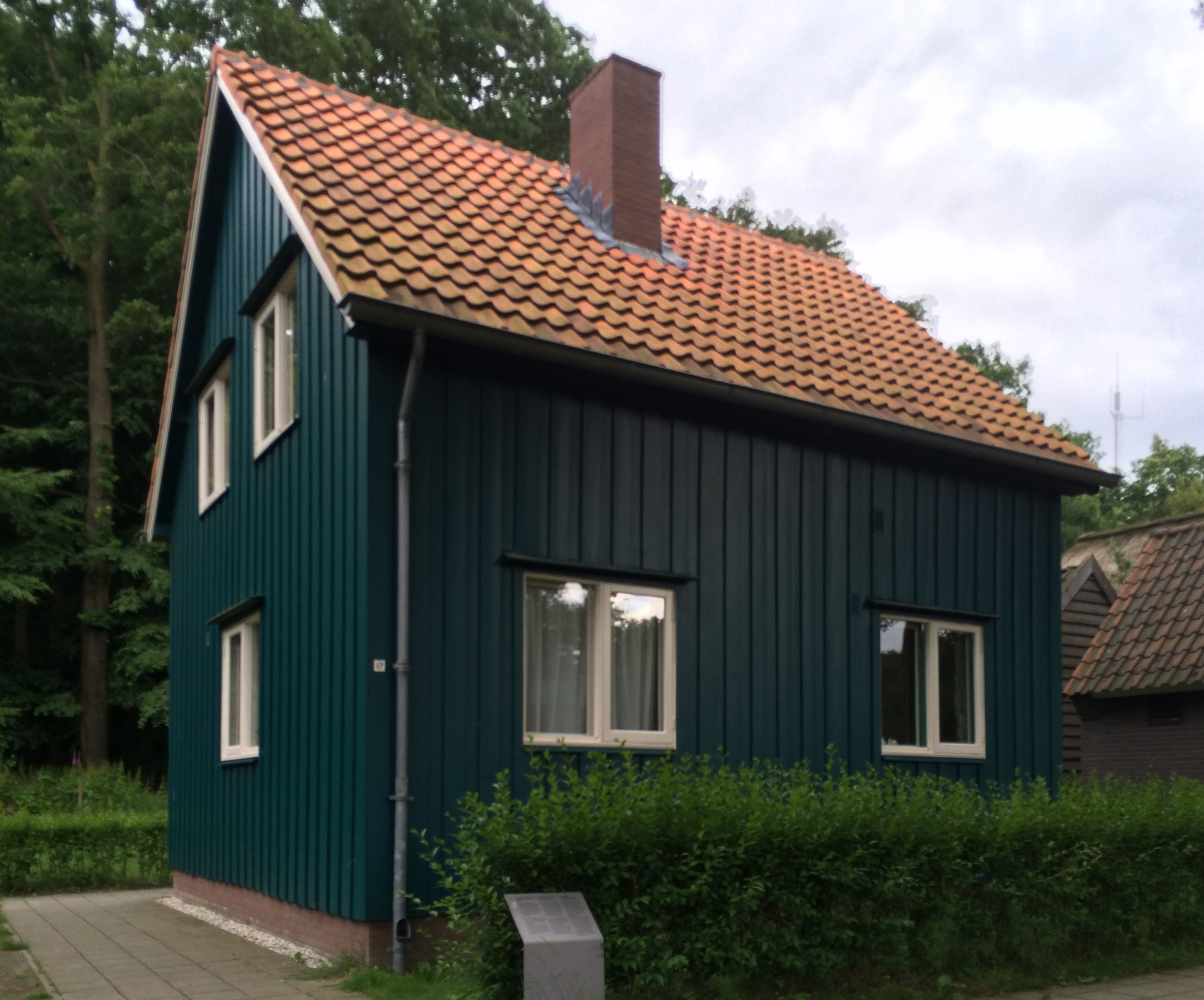
Noorse watersnoodwoning

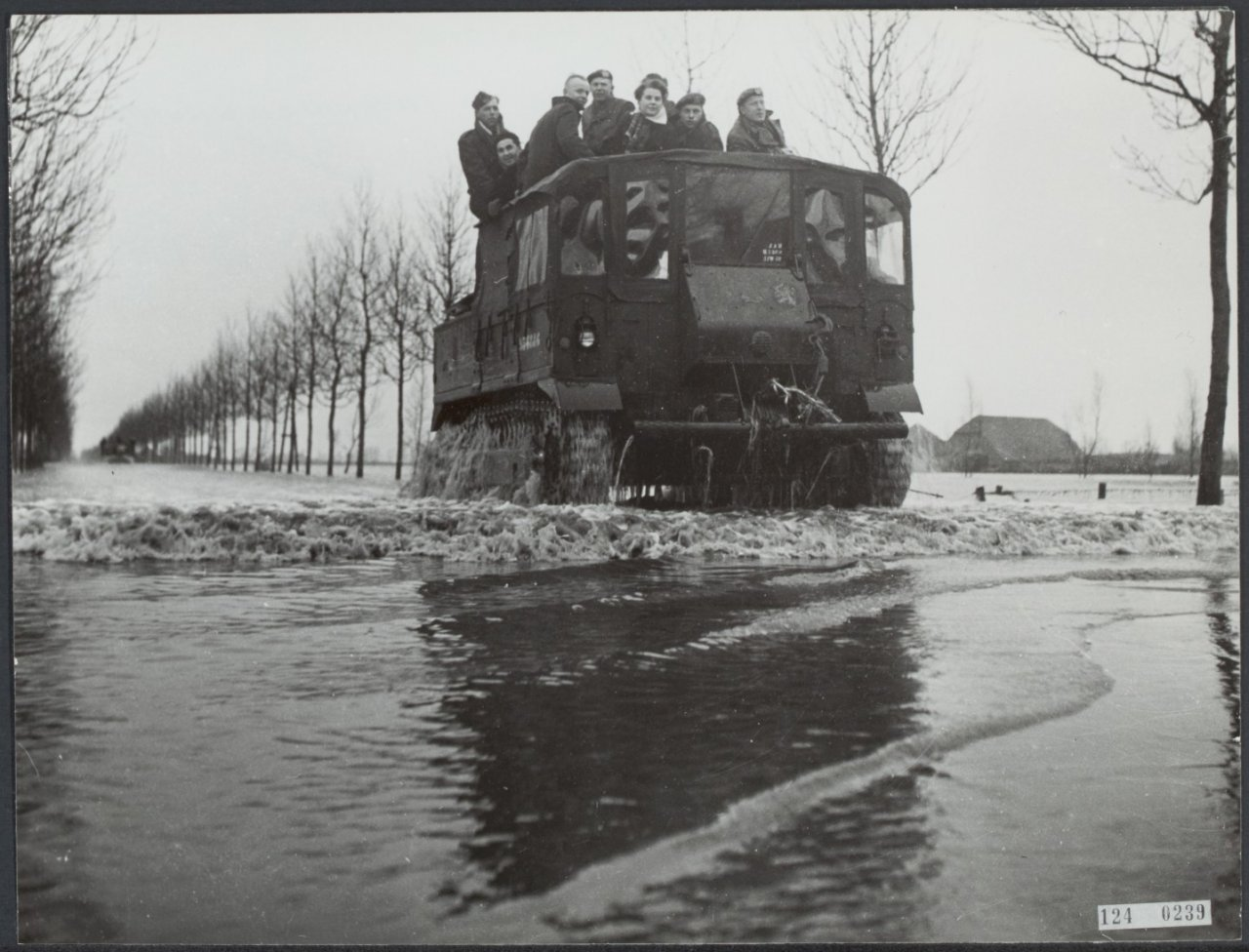
Watersnoodramp van 1953. Een amfibievoertuig met militairen en evacués onderweg

De Watersnoodwoning uit Raamsdonksveer is een prefab-woning door Noorwegen aan Nederland geschonken voor gedupeerden van de watersnoodramp van 1953. Woningen van dit type werden ook wel 'Geschenkwoningen' genoemd. In 2014 is de woning verplaatst naar het Nederlands Openluchtmuseum.
Tijdens de watersnoodramp stond het zeewater bij Raamsdonksveer. Vanuit deze plaats vonden evacuaties plaats van de bewoners met amfibievoertuigen waarvan de eerste beelden de gehele wereld overgingen. Nederland kreeg na de ramp via het Nederlandse Rode Kruis meer dan 900 bouwpakketten voor (prefab-) huizen uit het buitenland. Noorwegen schonk er 326, waaronder deze woning die werd geplaatst op Sandoel 17 in Raamsdonksveer.
De hulpactie voor Nederland brengt ook in Noorwegen nog steeds veel herinneringen boven. De verplaatsing naar Arnhem kostte 500.000 euro, gesponsord door de BankGiro Loterij. Op 15 april 2014 is de woning in het museum officieel geopend door de ambassadeur van Noorwegen.

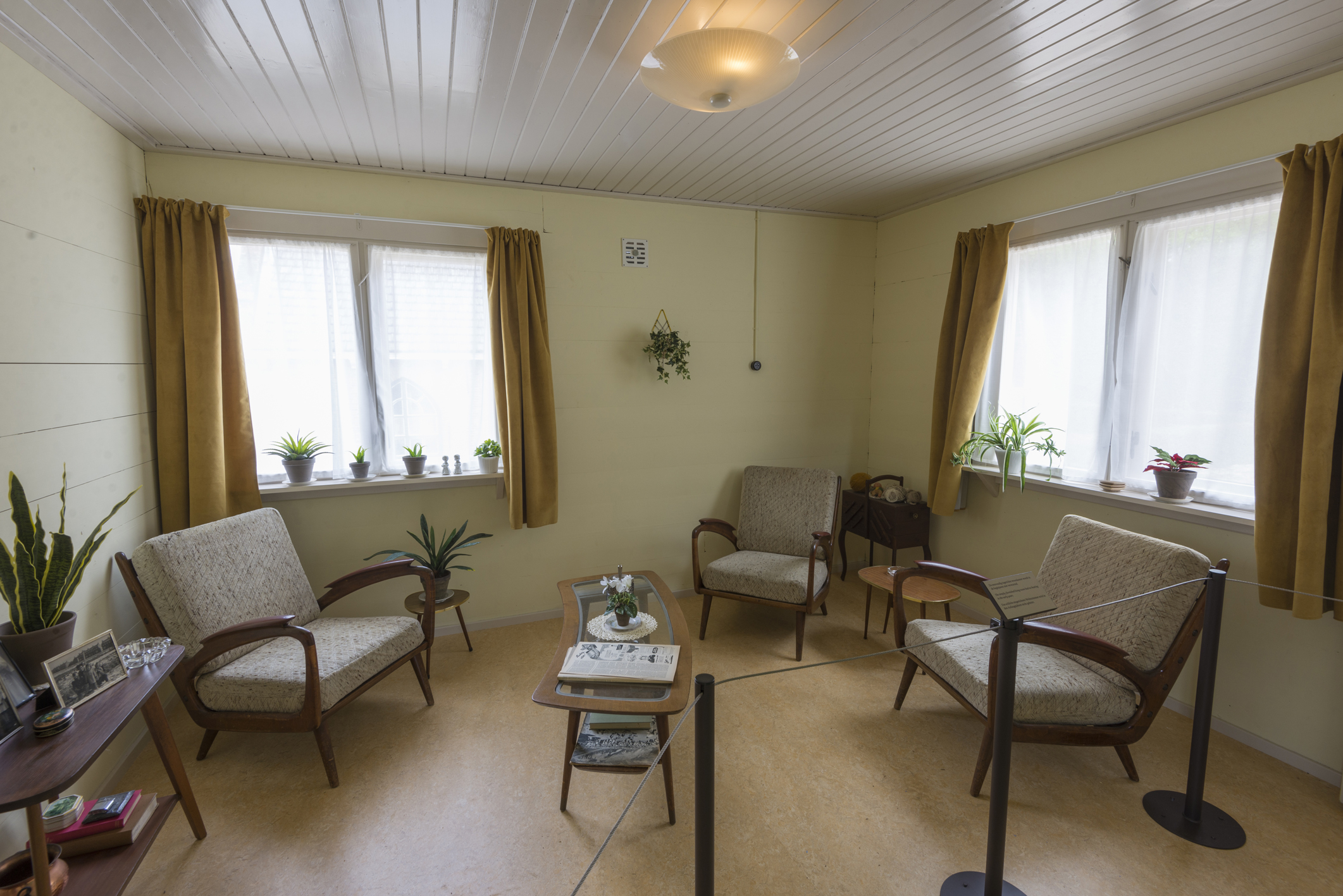
Woonkamer
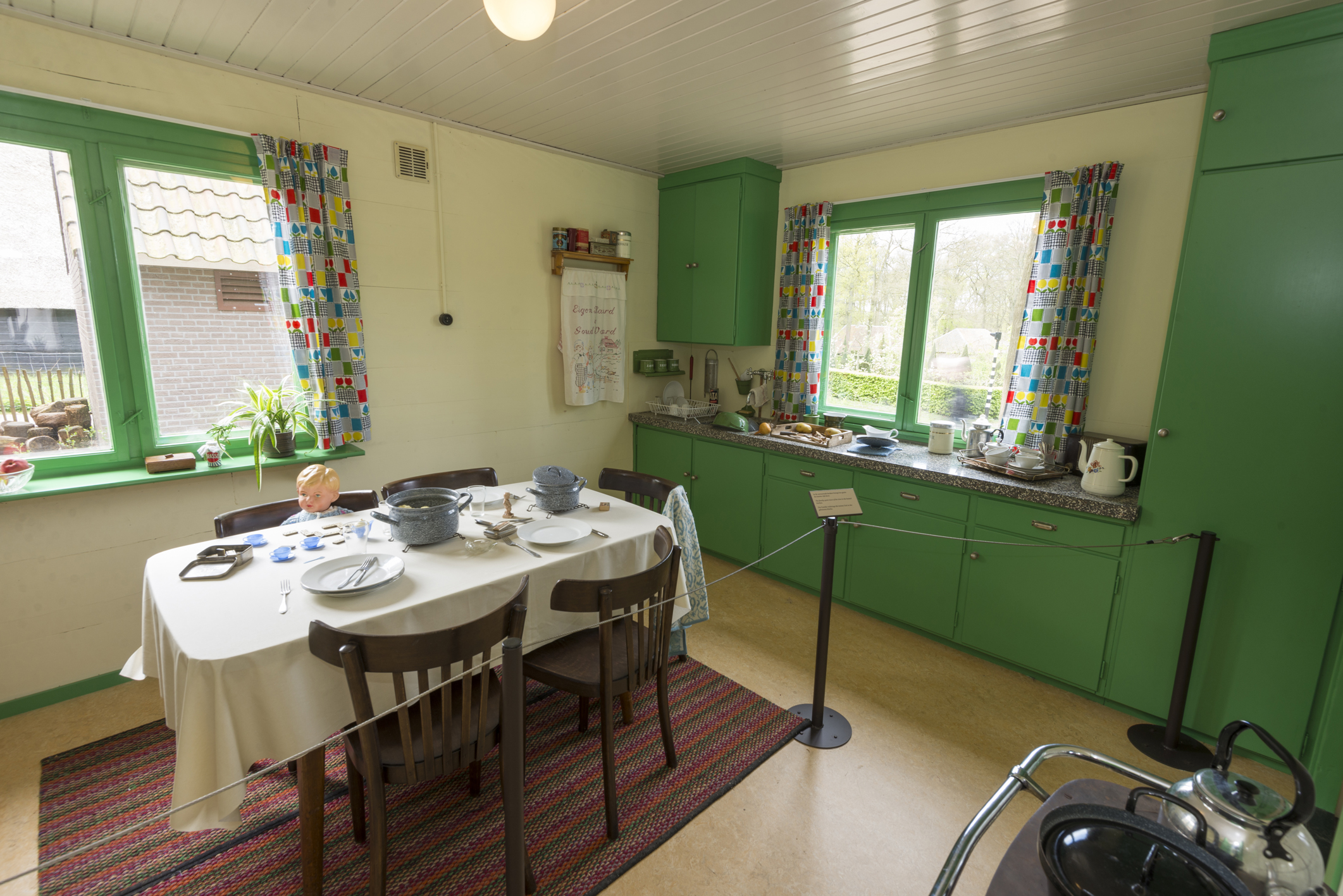
Keuken
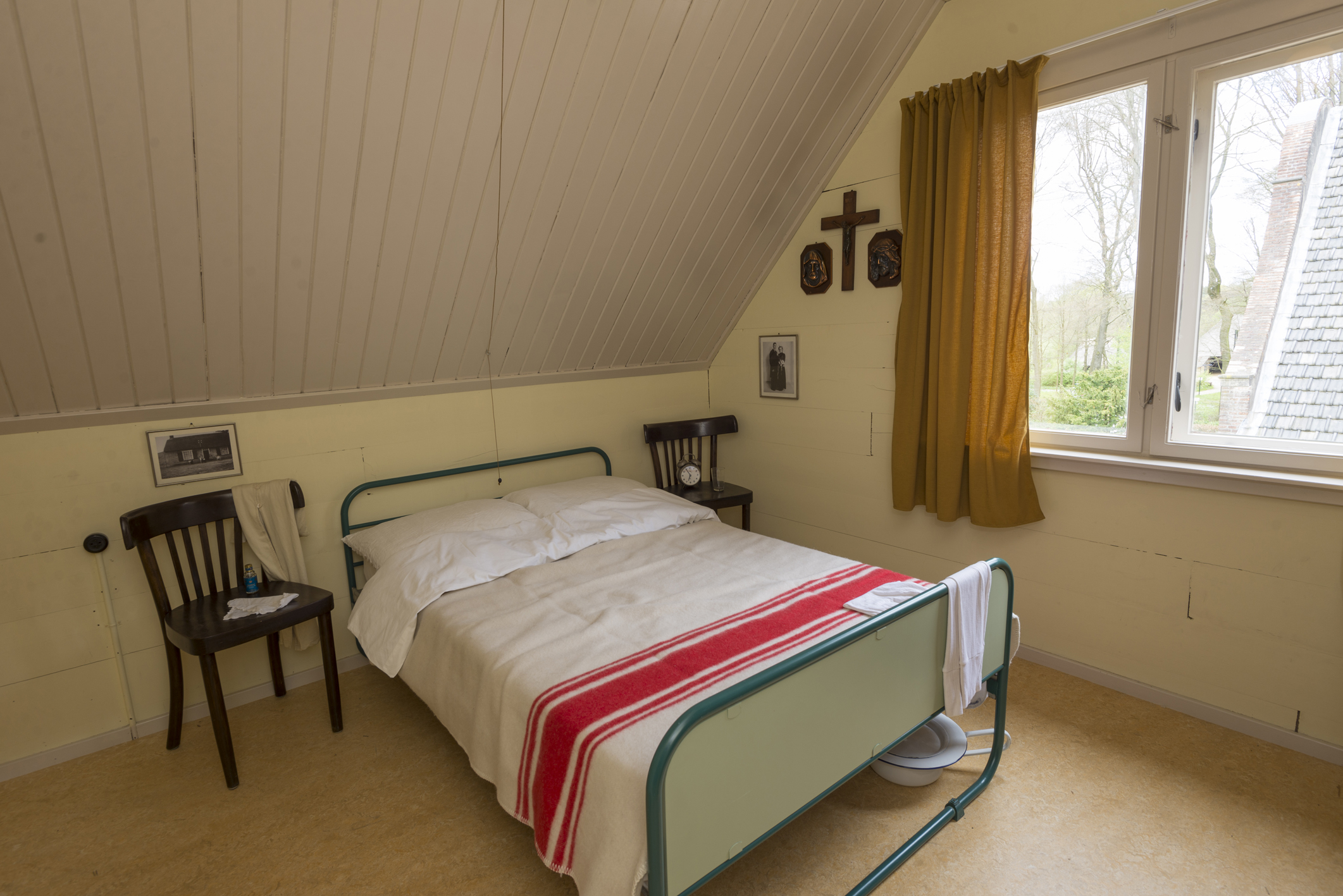
Slaapkamer

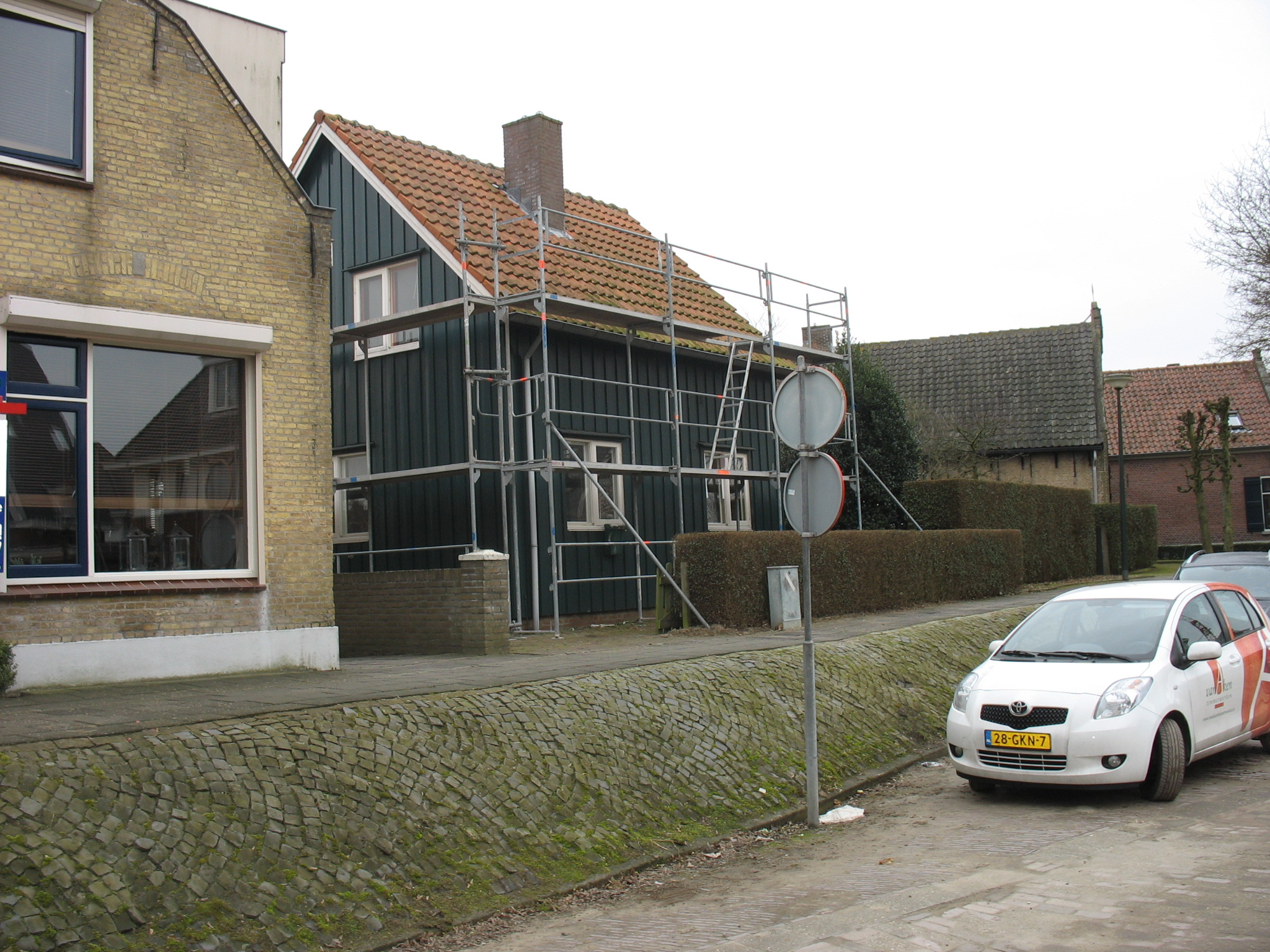
Woning op de oorspronkelijke plek kort voor demontage in 2010
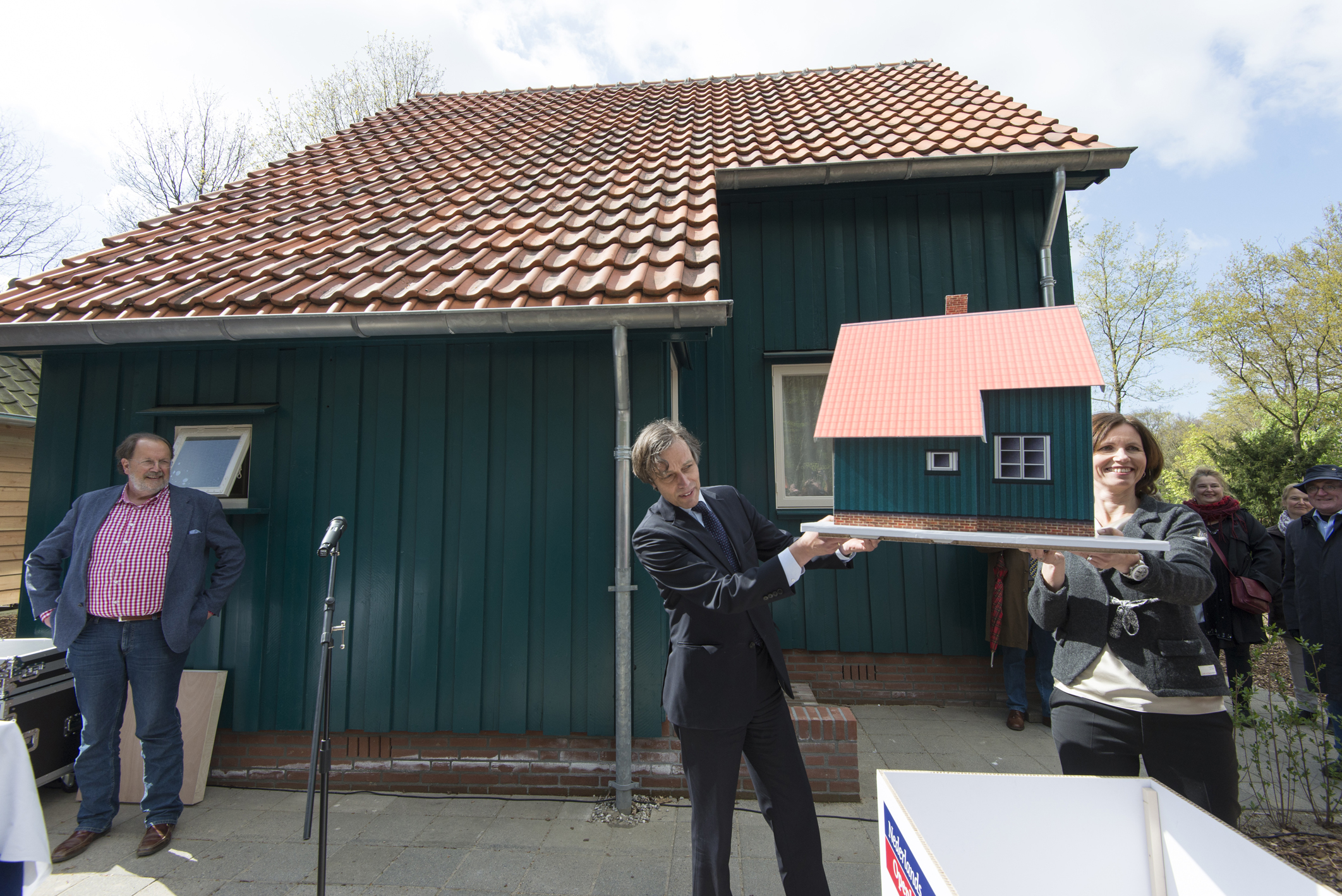
Officiële opening in 2014

In Heijningen is in 2009 een dubbele watersnoodwoning beschikbaar gekomen als museumwoning. Na renovatie is deze overgedragen aan de opgerichte stichting  watersnoodwoningmuseum Heijningen-Feynaert. De woning is ingericht met origineel meubilair uit 1954, dat toen eveneens door het Rode Kruis beschikbaar was gesteld. Het geheel is op 25 mei 2012 geopend door de Zweedse ambassadeur.